# St. Sebastian (Wolframs-Eschenbach)

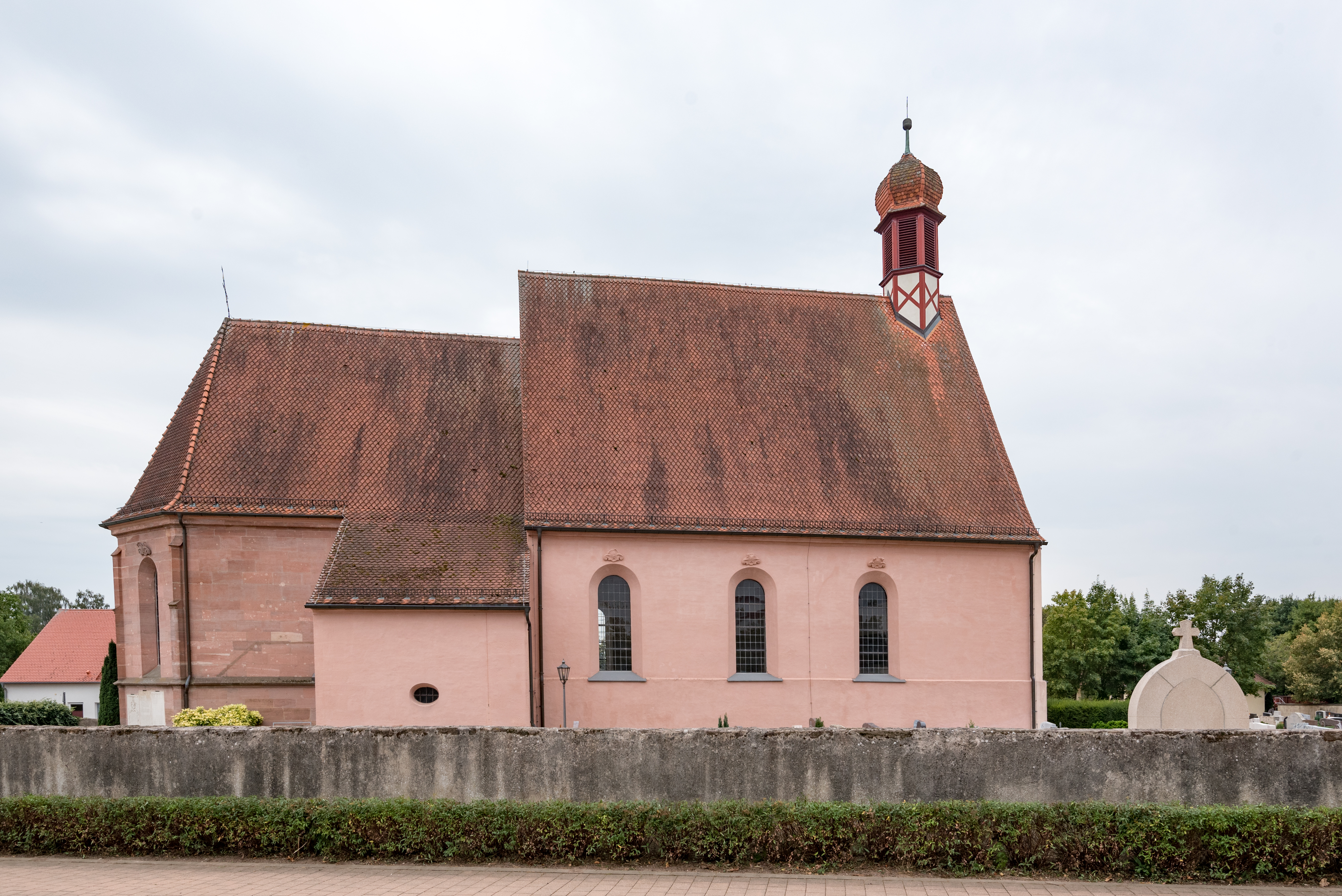
Friedhofskirche St. Sebastian

St. Sebastian ist die römisch-katholische Friedhofskirche in Wolframs-Eschenbach. Sie liegt im mittelfränkischen Landkreis Ansbach, gehört zum Bistum Eichstätt und ist Teil des Bischöflichen Dekanats Herrieden. Sie ist dem Stadtpatron, dem hl. Sebastian, geweiht. Das Gebäude ist unter der Denkmalnummer D-5-71-229-63 als Baudenkmal in die Bayerische Denkmalliste eingetragen.

## Lage
Die Kirche befindet sich im Westen außerhalb des Stadtmauerrings an der früheren Handelsstraße Schwabach-Stuttgart auf einer Höhe von 444 Metern über NHN. Die postalische Adresse lautet Waizendorfer Straße 14.

## Baugeschichte

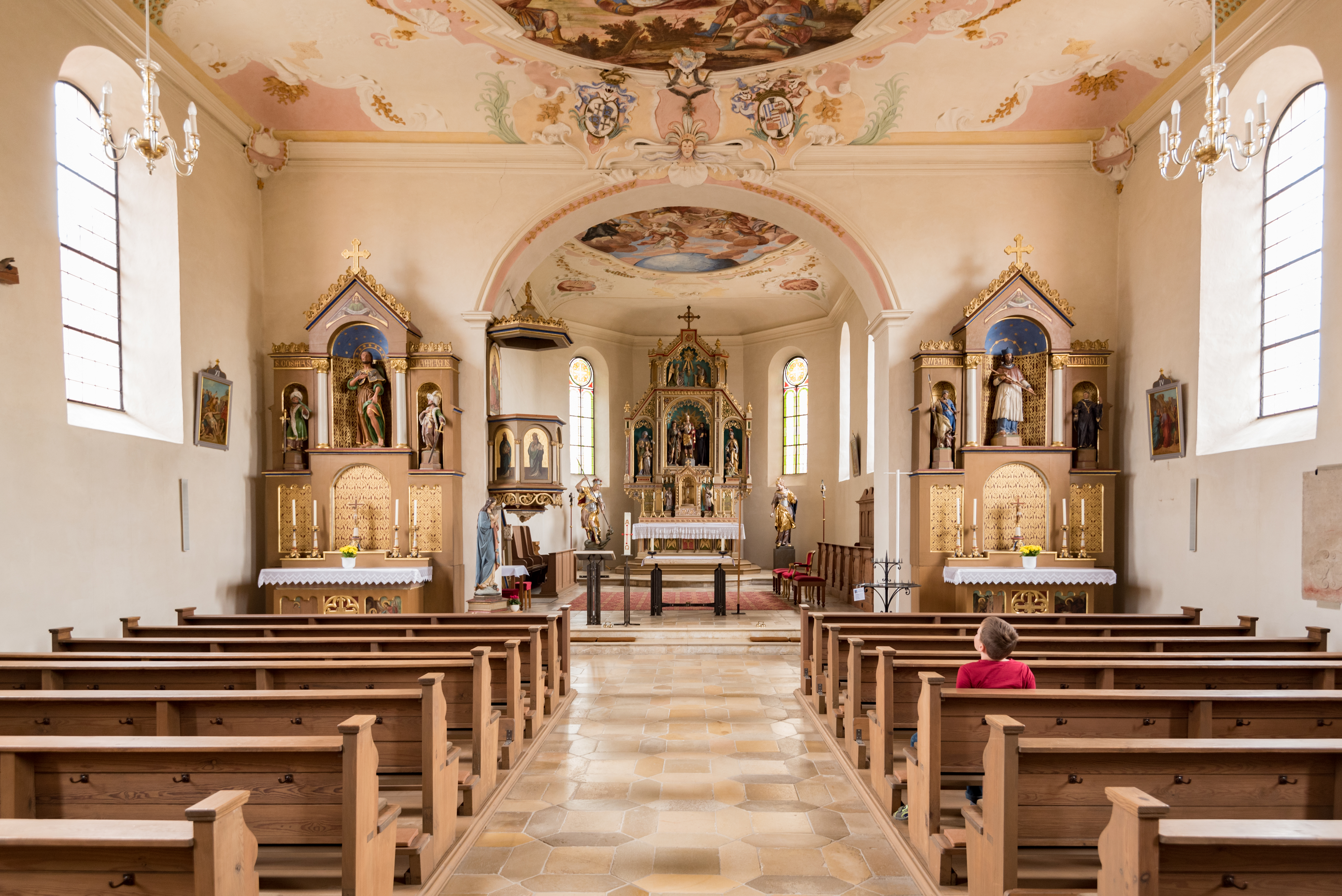
Innenansicht

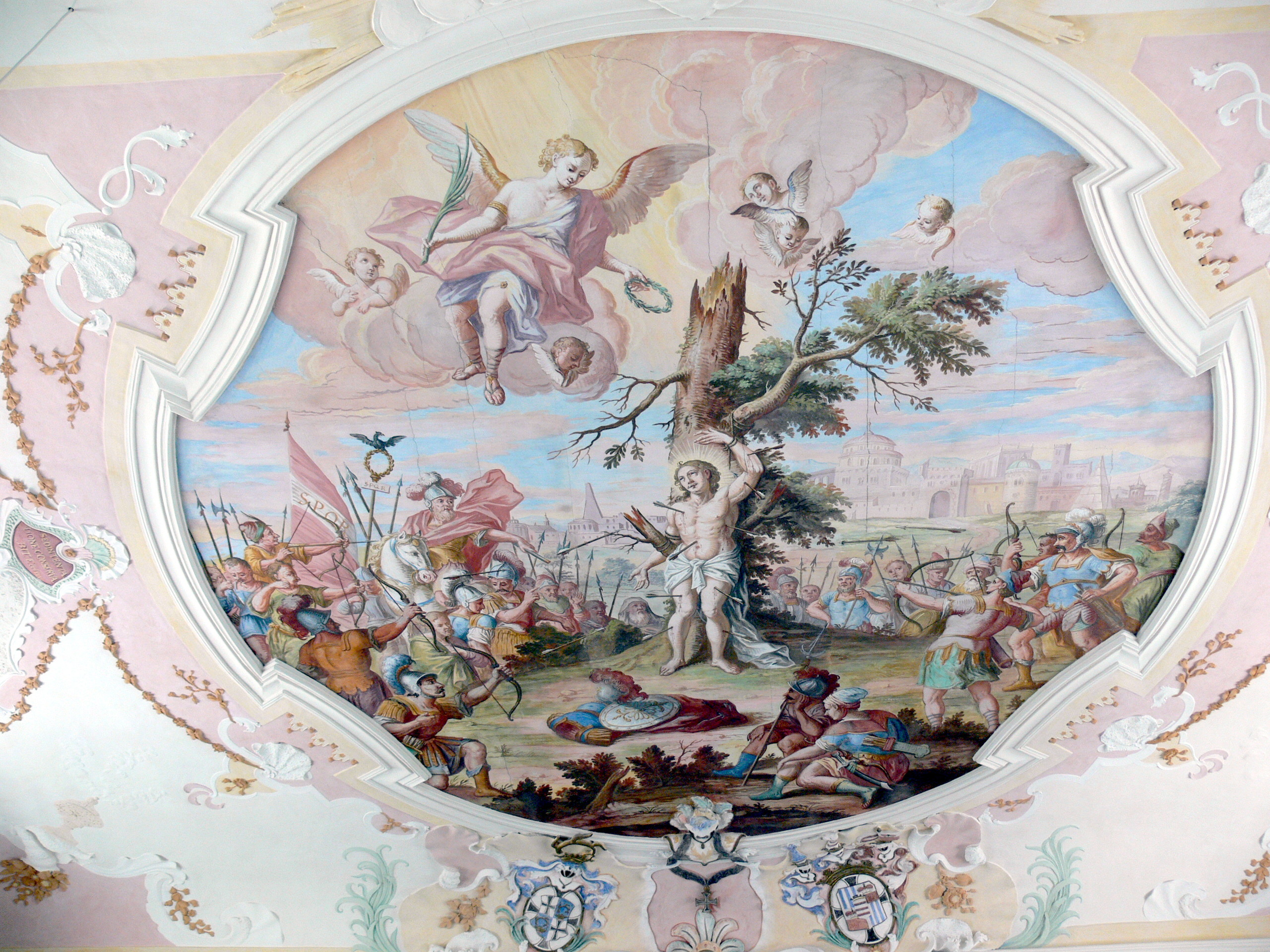
Deckenfresko mit dem Martyrium des hl. Sebastian

Das jetzige Langhaus wurde 1486 als Kapelle errichtet und besaß wahrscheinlich bereits ein Glockentürmchen, was aus einer noch vorhandenen Glocke von 1405 geschlossen werden kann. Der spätgotische Chor und die Sakristei wurden 1515–1518 erbaut. 1740–1742 wurde die Kirche im Rokokostil umgestaltet. Die Arbeiten führte der Ellinger Hofmaurer Josef Feuerstein zusammen mit heimischen Handwerkern aus. Dabei wurden auch die Fenster und die Außenfassade umgestaltet. Die Deckengemälde schuf der Maler Johann Michael Zinck aus Neresheim.
Die Stuckarbeiten wurden von Johann Antoni Voltz aus Ellingen und Hannibal Schnell ausgeführt. Über dem Chorbogen sind die Wappen der Bauherren, der Landkomture Karl Heinrich von Hornstein (1716–1743) und Franz Sigismund von Satzenhofen (1743–1748), zu sehen.
Die Stuckembleme an der Doppelempore wurden 1765 zum Jubiläum der Sebastiansbruderschaft angebracht. Die Altäre aus der Rokokozeit sind um 1860 durch neuromanische ersetzt worden. Um 1869 wurde der jetzige Hochaltar von Niederscheyern angekauft und umgearbeitet.
Renovierungen fanden statt 1923, 1948 und 1971. Zudem ist 1989 der Dachreiter erneuert worden.

## Ausstattung

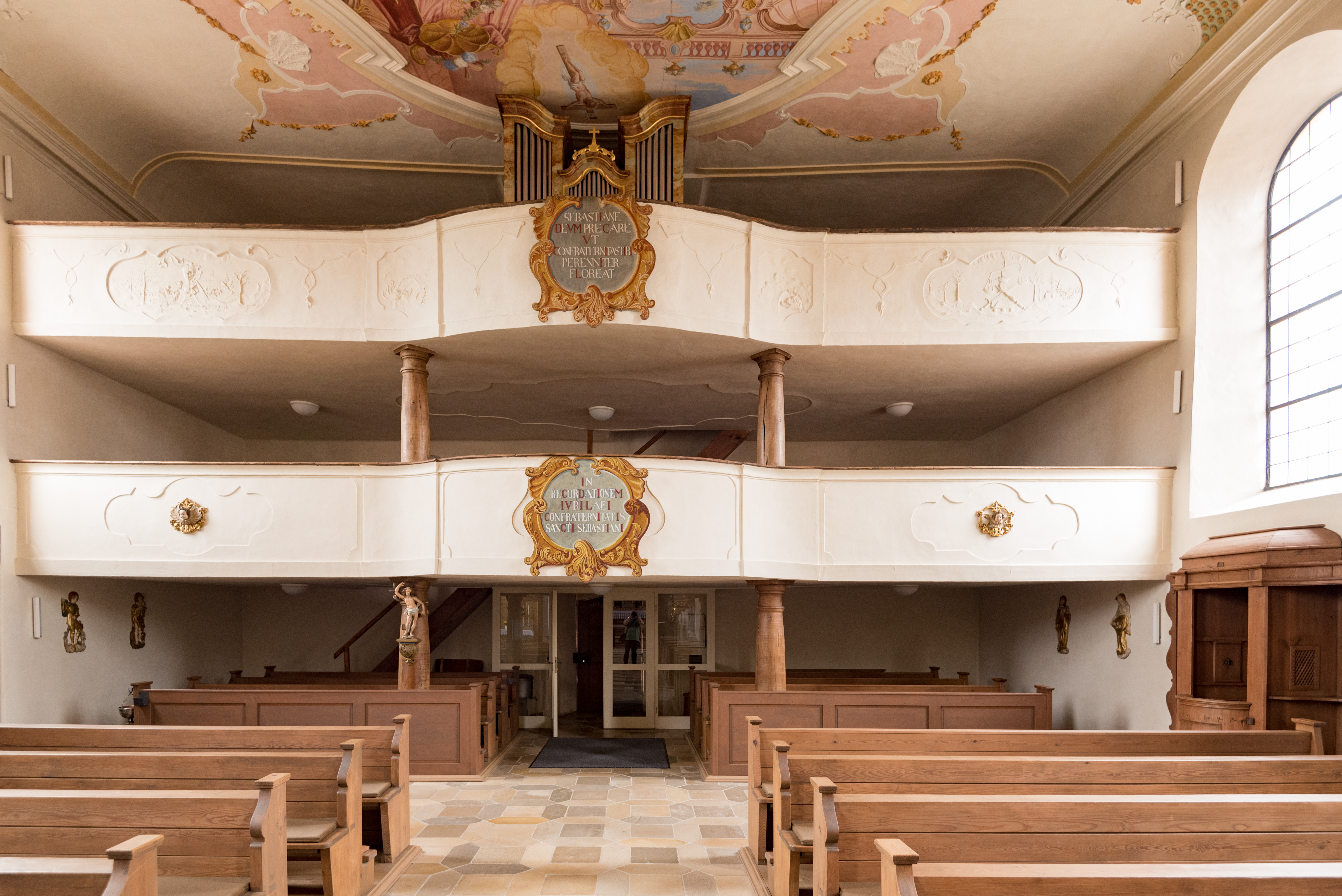
Doppelempore mit Stuckemblemen

Die Deckengemälde zeigen in drei Bilden Szenen aus dem Leben des hl. Sebastian. Im Chor ist seine Verherrlichung durch Jesus Christus zu sehen. Im Langhaus sind die Standhaftigkeit des Heiligen vor Kaiser Diokletian und sein Martyrium durch Erschießen mit Pfeilen dargestellt.
In der Mitte des Hochaltars steht eine Figur des hl. Sebastian, flankiert von den Heiligen Rochus und Franz Xaver, linksaußen ist die hl. Anna mit Maria, rechtsaußen der hl. Martin dargestellt.
Auf dem linken Seitenaltar ist in der Mitte der hl. Rochus zu sehen, umgeben von den Heiligen Cosmas und Damian. Auf dem rechten Seitenaltar wird der hl. Johannes von Nepomuk flankiert von den Heiligen Wendelin und Leonhard. Beide Altäre wurden 1765 von Leonhard Meyer aus Ellingen geschaffen.
An einer Emporensäule steht eine kleine Statue des hl. Sebastian von 1750. An den Wänden befinden sich mehrere Sandstein-Epitaphien aus dem 18. Jahrhundert. Zudem sind auf einigen Bodenplatten Gedenkinschriften vorhanden.
Eine Barockorgel wurde 1969 durch eine 1893 von Balthasar Pröbstl aus Füssen für die Pfarrkirche in Rohrbach bei Neuburg an der Donau gebaute Orgel ersetzt. Das kleine Werk besitzt fünf Register auf einem Manual und Pedal. Eine Restaurierung erfolgte 1987.

## Glocken
Eine Glocke von 1405 (b″+O) trägt die Inschrift ANNO DOMINI Milesimo CCCCIIIII Amen. Im Zusammenhang mit der Erneuerung des Dachreiters 1989 wurde eine neue Glocke (g´´+O) angeschafft und dem hl. Sebastian geweiht. Sie trägt die Inschrift: Friedhofkapelle St. Sebastian Wolframs-Eschenbach ** Heiliger Sebastian, Patron unserer Stadt, bitte für uns.